# Револьверные пушки Гочкиса
Револьверные пушки Гочкиса — это многоствольные орудия, изобретённые во Франции в конце XIX века.

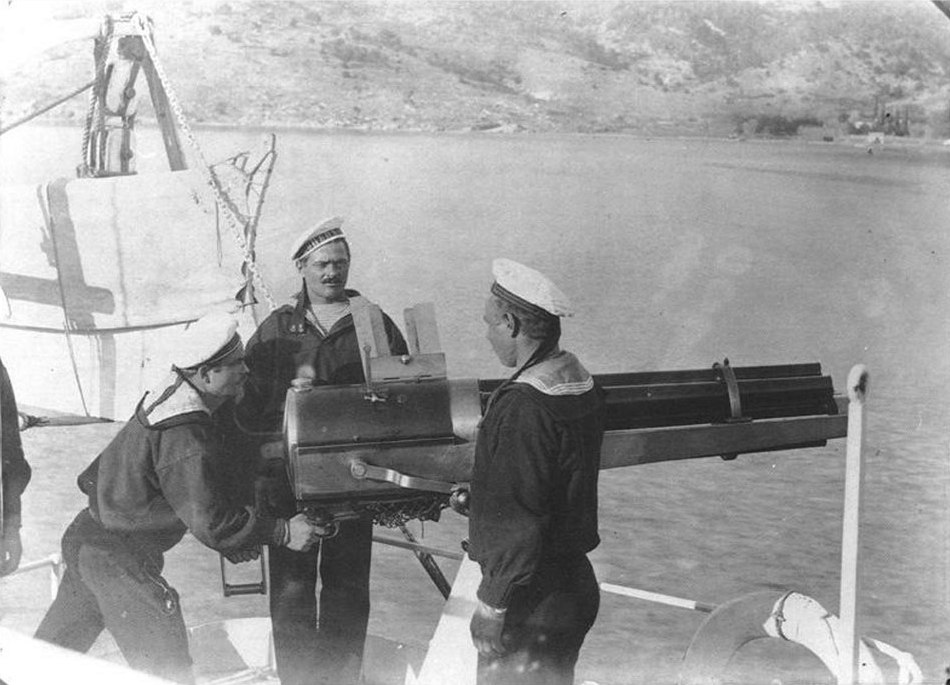
Hotchkiss M1879 на борту российской канонерской лодки «Донец»

В 1873 году во французской компании Hotchkiss была создана пятиствольная пушка калибра 37 мм с ручным приводом (неавтоматическая), работавшая по схеме Гатлинга. Она состояла на вооружении многих государств, главным образом в морской версии. Основным недостатком M1873 был небольшой калибр и связанные с ним небольшая масса снарядов и их разрушительная сила. Поэтому в «Хотчисс» было решено построить орудие с аналогичной конструкцией, но более крупного калибра.

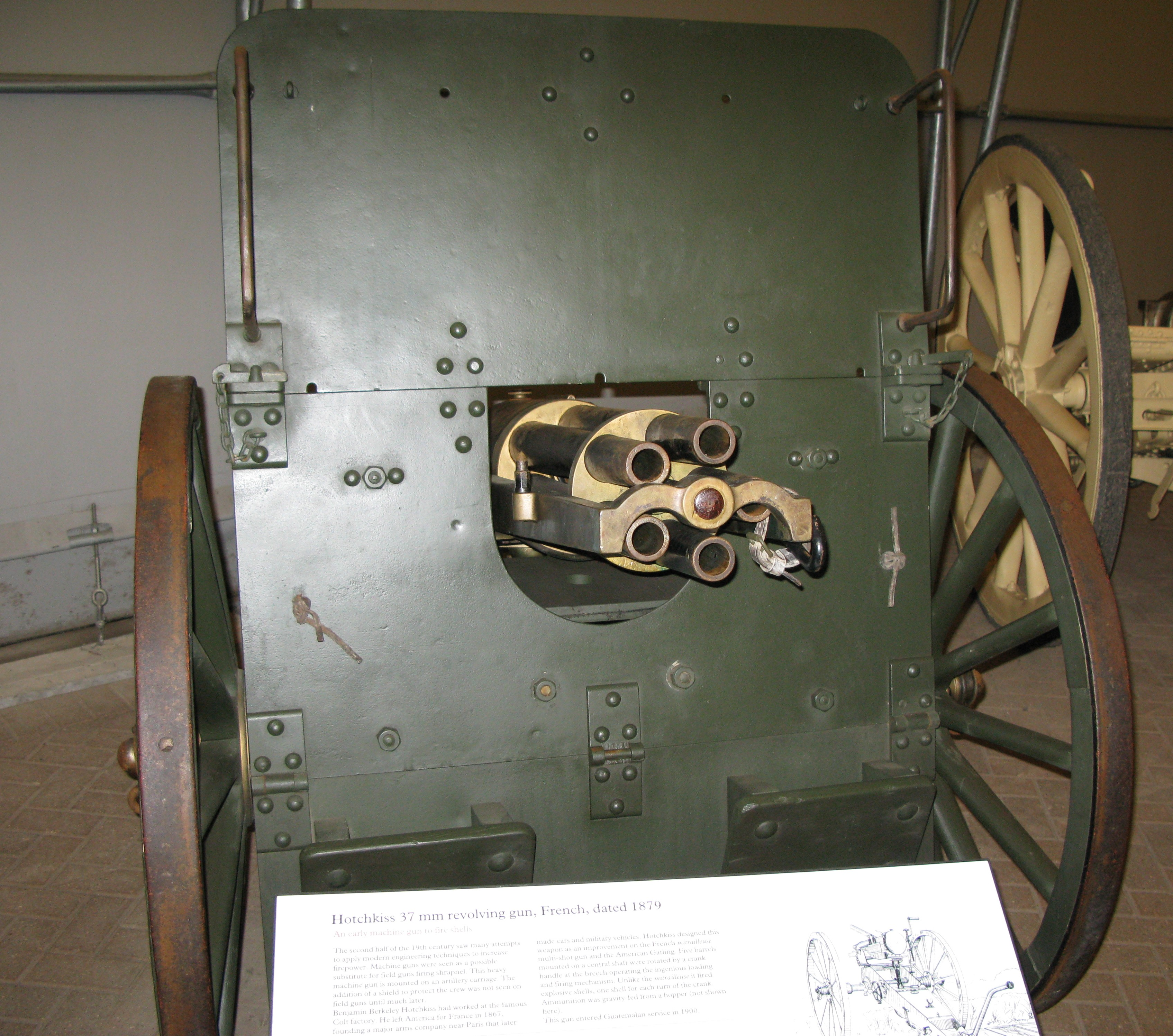
Револьверная пушка Гочкиса из форта Нельсон, 1879 г.

В 1879 году было создано новое орудие калибра 47 мм.

## Устройство
37-мм пятиствольные и 47-мм пятиствольные револьверные пушки (37/5 и 47/5) пушки (при наведении порядка в терминологии системы калибра меньше 1 дм остались картечницами, системы калибра 1 дм и выше — скорострельными пушками) имели одинаковое устройство. Пучок из пяти стволов был скреплён посредством двух медных дисков. У 37/5 пушек блок стволов вручную вращал наводчик, а у 47/5 пушек — второй номер расчёта, наводчик производил только наводку с помощью плечевого приклада, третий номер наполнял питатель снарядов.
37-мм снаряд весил 465 г, имел начальную скорость 435 м/с и дальность 4400 м. Снаряды подавались из стационарного магазина (питателя). Максимальная скорость стрельбы силами расчёта составляла 35 выстрелов/мин.

## Пушки Гочкиса в российском флоте
Российская империя приобрела свыше 150 пушек Гочкиса, а в 1886 году было принято решение начать производство этих пушек на Тульском оружейном заводе. Стволы для них изготовлял Обуховский завод. К 1896 году выпуск многоствольных пушек на Тульском оружейном заводе прекратили в связи с переходом на одноствольные пушки Гочкиса. 
Противоминные (для борьбы с миноносцами) многоствольные пушки Гочкиса устанавливались практически на все типы российских военных кораблей последней четверти XIX века. При осаде Порт-Артура они снимались с кораблей для усиления сухопутной обороны.